# けいらん

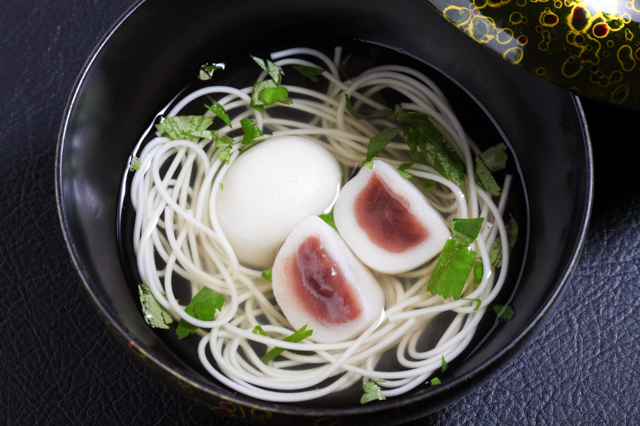
下北地方で食されるけいらん

けいらんは、北東北の郷土料理。餡を包んだ餅が入った汁物で、名称は餅の外見が鶏卵に似ていることに由来する。
秋の収穫祝いや結婚式、日常の夜食、来客向け、法事の際の精進料理など、さまざまな場面で供されている。

## 歴史
北東北に伝わった経緯について、北前船（上方）と一緒に伝来した精進料理が根付いたもので、分布は旧南部藩領にあたる青森の下北地方・県南地方・岩手県県北・秋田県北の一部である。気候の関係で水稲の栽培が難しい当地では祝い品として重宝され、現代では青森県のうち、南部藩の統治下だった南部地方に広く伝承されている。なお、近年は作り手が減少しており、2008年のむつ市の小学生を対象とした調査では、けいらんを食べたことのある児童の割合は半数以下だったという。
時代が移るにつれ、けいらんは本体のみによるまんじゅう菓子、古い形態である汁物と2通りに分かれている。

## 調理方法
17世紀に書かれた『料理物語』の後段の部にはうどんなどとともにけいらんの項目があり、以下のような調理法が記されている。
1. もち米とうるち米を粉に挽き、6:4の比率で混ぜる。
2. 充分にふるってから水を加え、こねる。
3. こねた生地で黒砂糖をつつみ、金柑ぐらいの大きさに丸くまとめる。
4. 茹でて、うどんつゆに入れて食べる。

現代における基本的な作り方は、上記の料理物語と大きな違いはない。一例として、昭和初期における下北郡東通村での製法を記す。
1. もち米を洗って乾かし、杵で搗いて粉にする。
2. 少量の熱湯とさらに水を加え、耳たぶくらいの固さにこねて、生地を作る。
3. こし餡を丸めて生地で包み、卵型の形に成形する。
4. 大量の熱湯に入れ、形を崩さないようにへらでかき混ぜながら茹で上げる。茹でずに蒸す製法もある。
5. 茹で上がった餅が浮いてきたら取り上げて椀に2つ並べて盛りつけ、すまし汁をかける。適宜、シイタケなどを添える。

地域によって多少の差があり、遠野市ではすまし汁ではなくゆで汁をそのままかける。さらに遠野ではもち米に1割ほど片栗粉を混ぜたり、餡が溶け出さないように通常より固めに練るケースも見られる。また、鹿角市ではクルミや刻んだネギを載せる。